# 流星のロックマン (漫画)
『流星のロックマン』（りゅうせいのロックマン）は、板垣雅也による日本の漫画作品。『月刊コロコロコミック』（小学館）にて、2006年11月号から2008年1月号まで連載された。
カプコンのコンピュータゲーム『流星のロックマン』を原作とした作品である。

## ストーリー
人とのかかわりを絶つ主人公星河スバルは、謎の宇宙人ウォーロックと出会い、電波人間と戦い地球を守るように頼まれるが、乗り気ではないスバル。そんな中、電波人間たちが、行方不明となった父と関係があることを知り、父を探すために「スターフォース」を探す。そんな中で様々な電波人間と戦い成長していく。

## 登場人物

### 主要人物
星河 スバル（ほしかわ スバル）
本作の主人公。引きこもりの少年。ウォーロックと電波変換することでロックマンへと変身を遂げる。
作中においてバトルカードはビッグハンマー（電波コロシアムでキグナス・ウィングに使った）、ブレイブソード（ジェミニ・スパークとの対決で使ったがそれはサテラポリスの罠だった）を使用している。
クラウン・サンダーとの対決で習得したウォーロックアタックは、ロックオンサイトを定めた敵に向かって瞬間移動で左手のウォーロックに食らいつかせる技。
ウォーロック
星河スバルの家に住むFM星人。星河スバルと電波変換したときはロックマンの左腕に宿る。
好物は煎餅。電波体であるのにかかわらず食事や排泄をしていたところを見られて「電波体がメシ食って鼻クソほじってて悪いのかよ」を逆ギレしたことがある。
初登場の頃は自分が宿っているロックマンの左手を伸ばして敵に飛びつく技を使用していた。その威力は包丁でさえも噛み砕いてしまうほどのもの。

### 電波人間
ロックマン
星河スバルが電波変換した姿。
オックス・ファイア
牛島ゴン太が電波変換した姿。
ジェミニ・スパーク
クールな外見や正々堂々と戦いをする姿から非常に評価が高い電波人間の戦士。ロックマンからはジェミニくんと呼ばれている。
二重人格で、表は正々堂々と戦いを好む心優しい戦士だが、裏は残虐非道で正々堂々とした戦いなど考えない性格となる。
海岸のゴミの山で泣きながら偽者の両親に出会ったときは、裏の人格になりエレキソードで切り刻む。その行為はただゴミを始末するためだけのものであるといっているが、裏の人格にとって必要なものは両親ではなく力であるようである。
スターフォースの力で表と裏の人格を併せ持つ姿へと変貌する。
その他、アンドロメダとの対決で行き詰まったスバルをサポートしたりとロックマンのよきライバルのような存在となっている。
キグナス・ウィング
醜いものが嫌いで、スターフォースの力で地球を滅ぼそうと考えた。自らが一番の美形だといい、ジェミニ・スパークに嫉妬している。
キャンサー・バブル
ロックマンの弟分。最初は電波ウイルスを発生させて、ビルを火事にさせるなどの事件を起こすが、ロックマンに倒される。しかし、彼を放っておけないという想いを持つロックマンに感動し、本当の「弟分」となる。
リブラ・バランス
天秤を使う。
ハープ・ノート
響ミソラとハープ（本人は未登場）が電波変換した姿。クールな性格で群れることを好まずに一人でいることが多い。ロックマンの実力を確かめるべく彼にテストを仕向け、その後はアンドロメダを倒すためにロックマンの味方となる。
クラウン・サンダー
ジェミニ・スパークの知り合い。
オヒュカス・クイーン
ジェミニ・スパークの母親に化けていた。
ウルフ・フォレスト
ジェミニ・スパークの父親に化けていた。

### FM星人
オックス
おうし座のFM星人。ゴン太と電波変換してオックス･ファイアとなる。ロックマンに倒されてからは、心強い味方となった。
アンドロメダ
FM星の王。かつては赤ん坊の自分でも治められるほど平和な星のFM星にいた。だが、地球人に裏切られたために自分の星に大量の弾を撃たれて、裏切りによる憎しみのあまり地球人であり星河スバルの父親である星河大吾の体に宿る。
その後性格が急変してしまい、哲人のような性格になる。第一形態のときは幼児のようなしゃべり方をする。
最後は地球人がFM星に撃ったものがせんべいであったことが判明して、ロックバスターから大量のせんべいを放たれ口に入れられたことにより正気に戻る。その後星河スバルの家で過ごすようになる。

### 地球人
牛島 ゴン太（うしじま ゴンた）
ロックマンにあこがれ、スーパーヒーローになりたいと必死で努力をしている少年。スバルのことは知らないようだった。犬がいじめられているところを助けたりと、根は優しい心を持っている。いじめっ子のリーダーらしき男にやられていたところにオックスが現れ、電波変換してオックス･ファイアとなる。力でねじ伏せようとしたが、ロックマンによって助けられる。
星河 あかね（ほしかわ あかね）
スバルの母親。
星河 大吾（ほしかわ だいご）
スバルの父親。宇宙ステーションの爆発により行方不明になっていたが、アンドロメダと電波変換していた。
五洋田 ヘイジ（ごようだ ヘイジ）
電波体を捕獲しようと考えるサテラポリスの一員。
ロックマンが命からがらで地球に帰還したときは電波体である彼を病院に連れて行くという間抜けなことを考えて、「電波体が病院で治るか」とクラウン・サンダーに突っ込まれて頭に回復用バトルカードの「リカバリー300」を刺されたことがある。
アンドロメダとの対決ではロックマンを励ましたことがある。

### その他の電波体
クロッカー
烏の姿をした電波ウイルス。電波コロシアムのためにロックマンとジェミニ・スパークに利用される。
レフリープログラムくん
電波コロシアムの司会。電波コロシアムに出場する者たちに無料バトルカードを渡す。

## 用語
電波コロシアム
電波人間が集まって開催される大会。優勝賞品は電波体をパワーアップさせるスターフォース。レフリープログラムくんが受付をしている。
1回戦はジェミニ・スパークが周囲の電波体を抹殺したことによりキグナス・ウィングが嫉妬した。だが、キグナス・ウィングはロックマンに倒された。
2回戦は大量の電波ウイルスが舞う電波路（ウェーブロード）をロックマンがジェミニ・スパークと協力することにより乗り越える。
3回戦はロックマンとジェミニ・スパークがサテラポリスの罠によりUFOの中で決勝戦をすることになる。
FM星
アンドロメダが治めていた星。過去に星河大吾がウォーロックと煎餅を分け合って食べて、他の星の者たちにも食べさせてあげようという意図でFM星に大量の煎餅をばら撒く。だがアンドロメダはそれを弾による攻撃であると勘違いして地球人に復讐するようになる。

## 原作版との主な相違点
- 電波世界の概念が無く、ロックマン等他の電波人間も普通に目視できる。
- スターフォースが電波コロシアムの優勝賞品で、電波体を純粋にパワーアップさせるアイテムとなっている。
- ウォーロックアタックが電波と同調することで使用できるという設定になっている。
- ほぼ全キャラクターの性格が変わっている（例としてはキグナス・ウィングやハープ・ノートなど。逆に五陽田ヘイジなどはギャグが増えたこと以外は大きな違いはない）。
- キャンサー・バブルやウルフ・フォレストが敵になっている（キャンサーは後に仲間になる）。
- リブラ・バランスにオリジナル技として、「四属性の分銅」（フォース・ウエイト）が追加されている。
- 一部の主要登場人物が登場しない（白金ルナや天地守など）。
- FM王がケフェウスではなくアンドロメダである。
- ジェミニ・スパークが2人組ではなく二重人格である。
- ウォーロックが完全にFM星人になっている（原作版ではAM星人である）。

## 単行本
- 1巻 ISBN 978-4091403223
- 2巻 ISBN 978-4091403902
- 3巻 ISBN 978-4091404985